# Африкански тъмночервен амарант
Африкански тъмночервен амарант (Lagonosticta rubricata) е вид птица от семейство Estrildidae. Видът е незастрашен от изчезване.

## Разпространение
Разпространен е в Ангола, Бенин, Бурунди, Камерун, Централноафриканска република, Демократична република Конго, Кот д'Ивоар, Еритрея, Етиопия, Гана, Гвинея, Гвинея-Бисау, Кения, Либерия, Малави, Мозамбик, Нигерия, Руанда, Сенегал, Сиера Леоне, Южна Африка, Южен Судан, Свазиленд, Танзания, Того, Уганда, Замбия и Зимбабве.